# Menteşe (Honaz)
Menteşe ist ein Dorf im Landkreis Honaz der türkischen Provinz Denizli. Menteşe liegt etwa 35 km östlich der Provinzhauptstadt Denizli und 7 km südöstlich von Honaz. Menteşe hatte laut der letzten Volkszählung 403 Einwohner (Stand Ende Dezember 2010).